# Vernoux

Vernoux este o comună în departamentul Ain din estul Franței.